# جون لوري (سياسي كندي)
جون لوري هو سياسي كندي، ولد في 25 أغسطس 1875، وتوفي في 17 أكتوبر 1952.